# HD 208487 b
HD 208487 b는 두루미자리 방향으로 지구로부터 약 144광년 떨어져 있는 외계 행성이다. 어머니 행성은 태양과 비슷한 G형 주계열성 HD 208487이다. 이 행성의 최소 질량은 목성의 절반에 가깝기 때문에 가스 행성일 것이다. 항성에 가까운 궤도를 돌고 있으며 궤도 모양은 타원형이다. 1회 공전에 걸리는 시간은 130일이다. 2004년 9월 16일 C. 틴니, 폴 버틀러, 제프리 마시 연구진이 도플러 분광법을 이용하여 발견했다. 도플러 분광법은 행성의 중력이 항성을 흔드는 것을 감지하여 동반 천체의 존재를 알아내는 기법이다.

## 같이 보기
- HD 208487 c